# ATG10
ATG10 (англ. Autophagy related 10) – білок, який кодується однойменним геном, розташованим у людей на короткому плечі 5-ї хромосоми. Довжина поліпептидного ланцюга білка становить 220 амінокислот, а молекулярна маса — 25 279.
| 10         |  | 20         |  | 30         |  | 40         |  | 50         |
| ---------- |  | ---------- |  | ---------- |  | ---------- |  | ---------- |
| MEEDEFIGEK |  | TFQRYCAEFI |  | KHSQQIGDSW |  | EWRPSKDCSD |  | GYMCKIHFQI |
| KNGSVMSHLG |  | ASTHGQTCLP |  | MEEAFELPLD |  | DCEVIETAAA |  | SEVIKYEYHV |
| LYSCSYQVPV |  | LYFRASFLDG |  | RPLTLKDIWE |  | GVHECYKMRL |  | LQGPWDTITQ |
| QEHPILGQPF |  | FVLHPCKTNE |  | FMTPVLKNSQ |  | KINKNVNYIT |  | SWLSIVGPVV |
| GLNLPLSYAK |  | ATSQDERNVP |  |            |  |            |  |            |

A: Аланін

C: Цистеїн

D: Аспарагінова кислота

E: Глутамінова кислота

F: Фенілаланін

G: Гліцин

H: Гістидин

I: Ізолейцин

K: Лізин

L: Лейцин

M: Метіонін

N: Аспарагін

P: Пролін

Q: Глутамін

R: Аргінін

S: Серин

T: Треонін

V: Валін

W: Триптофан

Кодований геном білок за функцією належить до лігаз. 
Задіяний у таких біологічних процесах, як транспорт, транспорт білків, убіквітинування білків, автофагія, альтернативний сплайсинг, поліморфізм. 
Локалізований у цитоплазмі.